# Parazónio

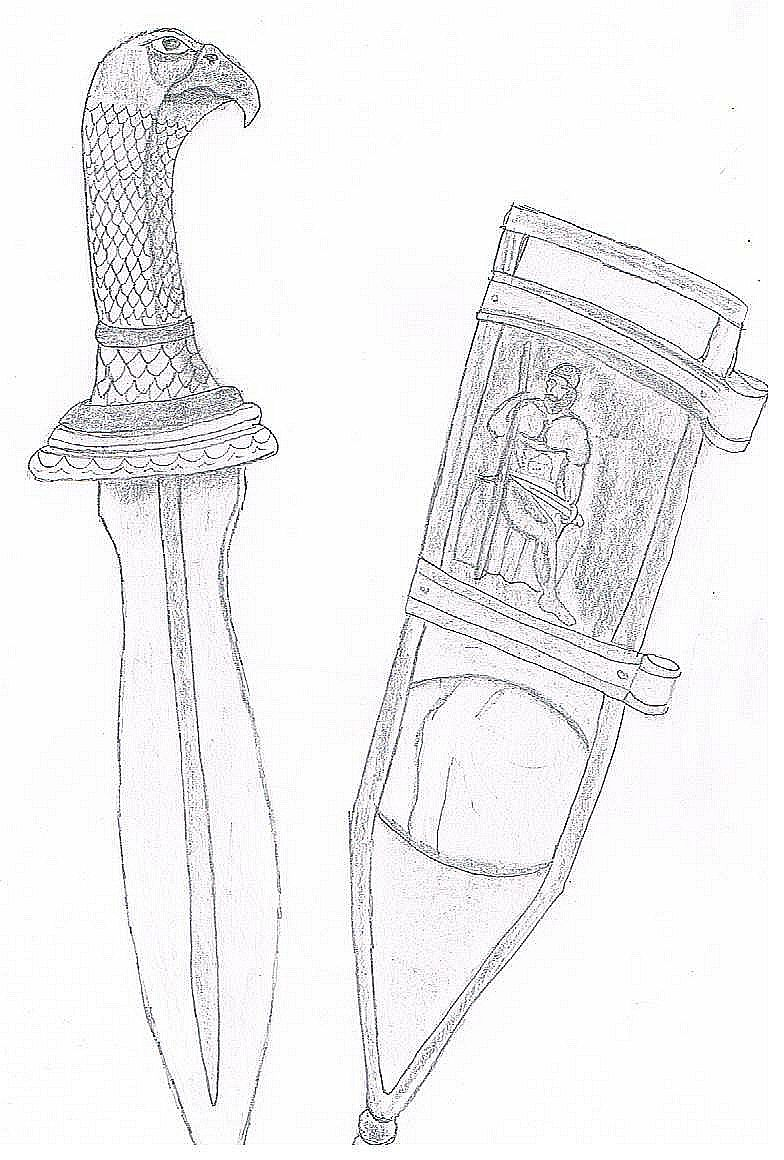
Desenho dum modelo clássico de parazónio romano

O parazónio (português europeu) ou parazônio (português brasileiro) é uma adaga ou espada curta romana de origem grega com lâmina larga e pontiaguda. Na  legião romana, era usado principalmente pelos oficiais militares como arma secundária, de último recurso, face ao gládio, afigurando-se como a percursora do púgio e, mais remotamente, da cinquedea. Era levada à ilharga, do lado esquerdo, segura pelo cinctorium (uma correia), valendo mais como distintivo simbólico de autoridade do que como arma propriamente dita.

## Etimologia
O próprio nome, parazónio, vem do grego parazōnion, sendo que o sufixo zōnion significa «cinto» ou «correia», pelo que a palavra significa literalmente «a que se leva à cintura; a que se leva pela correia».

## Descrição
O parazónio teria cerca de 38 a 46 centímetros de comprimento.
Quanto à empunhadura, destacava-se pela riqueza da ornamentação, ostentando pomos que podiam consistir em prótomos de cabeça de animal , tipicamente de águia (há um exemplar pontual de uma águia bicéfala), ou bilobados, também chamados pomos de "língua de carpa",  assim denominados porque, em vez de rematar num pomo (o chamado capulus) esférico ou em pinha, terminavam com um remate que podia lembrar uma semilua; dois globos lado-a-lado; duas antenas; ou duas volutas retorcidas.
O guarda-mão era rectilíneo ou em forma de "S", com entalhes decorativos. A folha da lâmina do parazónio era triangular e, embora fosse pontiaguda, podia não ser aguçada.

## História

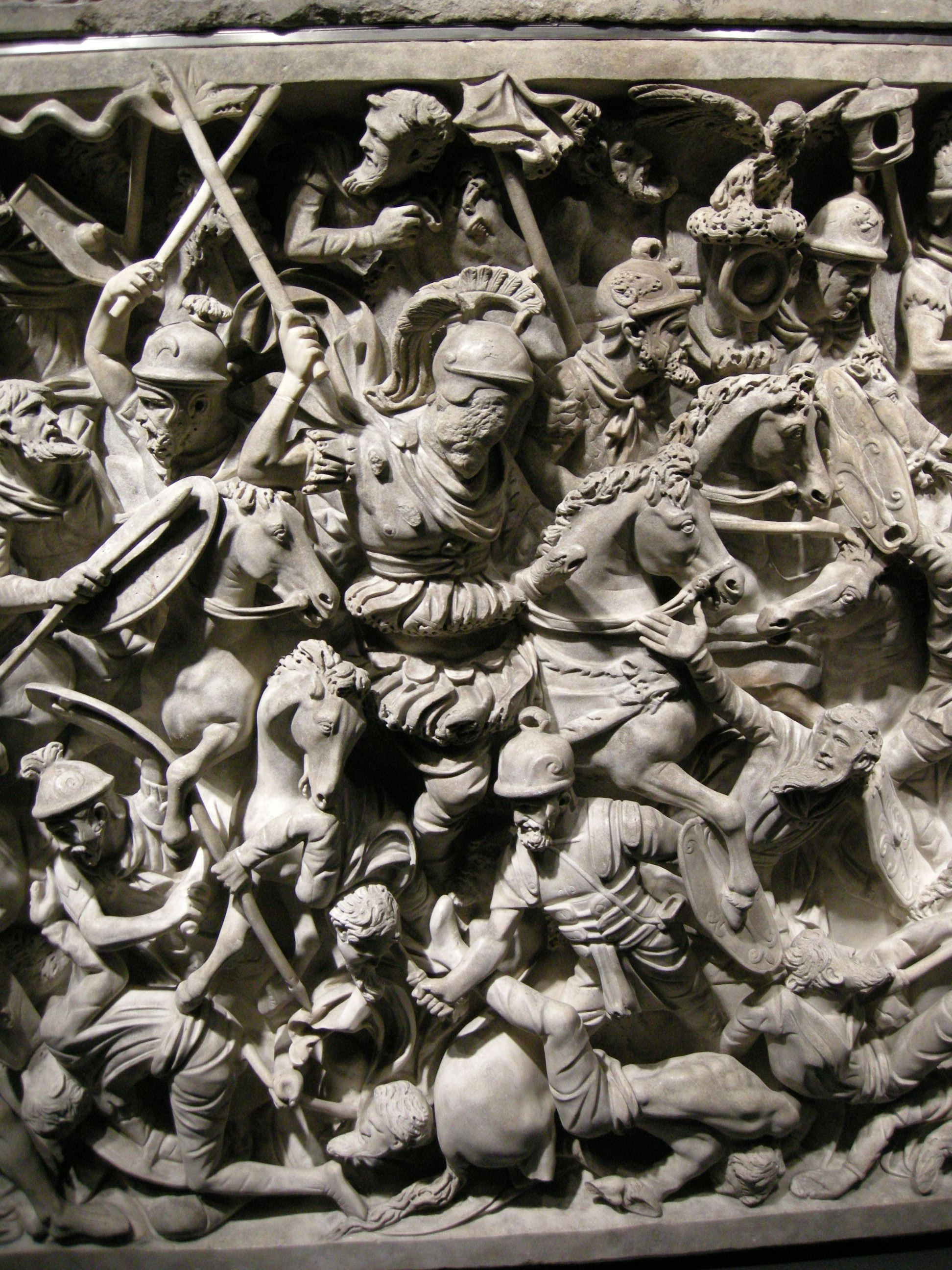
O Legatus legionis da Terceira Legião Augusta Aulo Júlio Pompílio em batalha. O parazónio é brandido pelo general ao flanco da esquerda. (Sarcófago de Portonaccio)

O parazónio surgiu na Grécia por volta de 500 a.C., tendo conhecido uso, enquanto adaga utilitária. No entanto, a arma só ganhou popularidade, posteriormente, quando foi introduzida no exército romano. Ao princípio, chegou a ser empunhada por legionários e oficiais como arma secundária, de último recurso.

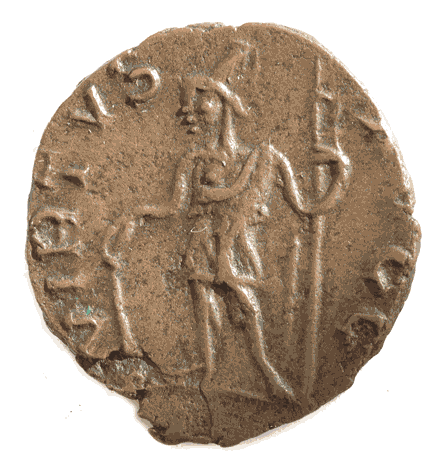
Cunho de moeda com alusão ao deus com uma lança e um parazónio

Posteriormente, passou a só ser usado pelos centuriões, como distintivo da sua posição hierárquica. Com efeito, em pouco tempo, o parazónio romano, às mãos dos centuriões, tornou-se num mero adereço teatral, no sentido de que tinha uma finalidade mormente simbólica, de atestar a autoridade dos oficiais, podendo ser utilizada para fazer reunir as tropas.
Em rigor, os oficiais militares trocavam o parazónio pelo gládio assim que se sentissem ameaçados directamente, no esto da batalha. Julga-se que, depois da Terceira Guerra Púnica, terá sido substituída definitivamente pelo púgio.
Há exemplares de estatuária grega e romana suficientes, a título de exemplo, conta-se a coluna de Trajano, para evidenciar que os romanos, embora tivessem copiado a bainha de estilo grego para o parazónio, inovaram um estilo de empunhaduras de parazónio próprio.

## Relevo mitológico
Na mitologia romana, figura amiúde às mãos do deus Virtude, máxime, nas representações mais antigas. Em representações mais tardias, já começou a ser asida por Marte ou mesmo pela deusa Roma, a fim de imbuir as suas representações com uma aura de coragem belicosa.